# 1,3,4-𫫇二唑
1,3,4-𫫇二唑是一种含氮和氧的杂环化合物，是𫫇二唑的四种异构体之一。

## 衍生物
1,3,4-𫫇二唑本身在有机化学中并不常用，但它的许多衍生物很重要。例如，拉替拉韦是一种含有1,3,4-𫫇二唑环的HIV药物。其他含有1,3,4-𫫇二唑环的药物包括酚二唑、齐泊腾坦和硫达唑嗪。
1,3,4-𫫇二唑衍生物可以通过多种方式合成。一种途径是在醛存在下氧化四唑。类似地，四唑与酰氯反应生成𫫇二唑。这两种方法都涉及N2的释放。